# Vindinge Kirke (Roskilde Kommune)
 For alternative betydninger, se Vindinge Kirke. (Se også artikler, som begynder med Vindinge Kirke)
Vindinge Kirke ligger i Vindinge Sogn i Roskilde Stift.

## Historie
Den første Vindinge Kirke var en romansk kirke fra o. 1200, bygget af kridtsten fra Stevns. I 1873 var den så faldefærdig, at man rev den ned.
I 1875 blev den nuværende Vindinge Kirke bygget i den historiserende/stilforvirrede/præmoderne stil, som dominerede kirkebyggeriet i perioden 1860-1940. Arkitekt var J.D. Herholdt, og kalkmalerierne blev malet af V. Sørensen.

## Kirkebygningen
- Set fra nord
- Set fra vest
- Tårn

## Interiør
Tekst mangler, hjælp os med at skrive teksten

## Gravminder
- Gravsten
- Gravsten

## Eksterne kilder og henvisninger
- Roskildehistorie, Vindinge Kirke
- Vindinge Kirke hos KortTilKirken.dk
- Vindinge Kirke i bogværket Danmarks Kirker (udg. af Nationalmuseet)

- Wikimedia Commons har flere filer relateret til Vindinge Kirke (Roskilde Kommune)